# NAKKID
NAKKID（ネイキッド、1987年 - ）は日本の音楽プロデューサー、DJである。

## 来歴
幼少期からヒップホップ・ミュージックに影響を受け、16歳からDJとして音楽活動を開始。その後に、トラックメイカーとして音楽制作も開始。
DJとしてUltra Singapore、EDC Japan、中国、東京など、日本や世界を精力的に活動。
トラックメイカーとして日本語ラップの歴史的なビーフ楽曲、SEEDA『的を外し続ける退屈な主張_いつまでたっても進歩しないフロー...』、RAUDEF『STUPID DECISION』『Players Anthem ft.Sugbabe(PUNPEE)』などを手掛ける。
EXILE、三代目 J SOUL BROTHERS from EXILE TRIBE、GENERATIONSなどLDH所属グループのダンストラック、JP THE WAVY『Neo Gal Wop』をRIE HATAを迎えリミックスを行う等、ダンスミュージックの音源制作に定評がある。近年はCrazyBoyの専属Back DJを務め、2019年8月23日にリリースされた『PINK DIAMOND』トラックも制作。

## 提供楽曲
- 三代目 J SOUL BROTHERS from EXILE TRIBE
  - TONIGHT
  - TONIGHT R&BTrap Remix
  - TONIGHT XXX Remix
  - LIVE TOUR 2014 “BLUE IMPACT”
  - Perfomer's ShowTime
- CrazyBoy
  - OH feat.清水翔太,OZworld
  - DoCoDeMoDooR
  - DONNA???
  - PINK DIAMOND
  - Tropical Paradise
  - NEOTOKYO FOREVER
  - CLAPTIME
  - Japanicano feat. FAKY
  - BO$$
- JP THE WAVY
  - Neo Gal Wop NAKKID REMIX feat.RIE HATA
- SEEDA
  - 的を外し続ける退屈な主張_いつまでたっても進歩しないフロー...
- RAUDEF
  - STUPID DECISION
  - Players Anthem ft.Sugbabe(PUNPEE)
  - Unisex 『Intro』
- RAUDEF,SKY-HI
  - VICTORY DECISION
- EXILE SHOKICHI
  - Bad Speed Play
  - THE ANTHEM 
  - Anytime feat. CRAZYBOY
- EXILE SHOKICHI × CrazyBoy
  - AFTER PARTY
- DOBERMAN INFINITY
  - ROCKSTA
  - #HOTLINE
  - SO WHAT
- E-girls
  - 『制服DANCE〜おどるポンポコリン〜』
- DANCE EARTH PARTY
  - PREMIUM TEQUILA
- 週刊EXILE
  - OP, Sound Design
- Eダンスアカデミー
  - 番組内音源多数制作
- MIGHTY WARRIORS
  - Warriors Anthem
- t-Ace 
  - Glass&Whisky(feat.TAD’S AC,DABO,LUNA)